# Peabody (Massachusetts)
Peabody – miasto w Stanach Zjednoczonych, w północno-wschodniej części stanu Massachusetts, w zespole miejskim Bostonu.
W mieście rozwinął się przemysł skórzany, elektroniczny, chemiczny, metalowy oraz drzewny.